# 玛拉·圣安杰洛

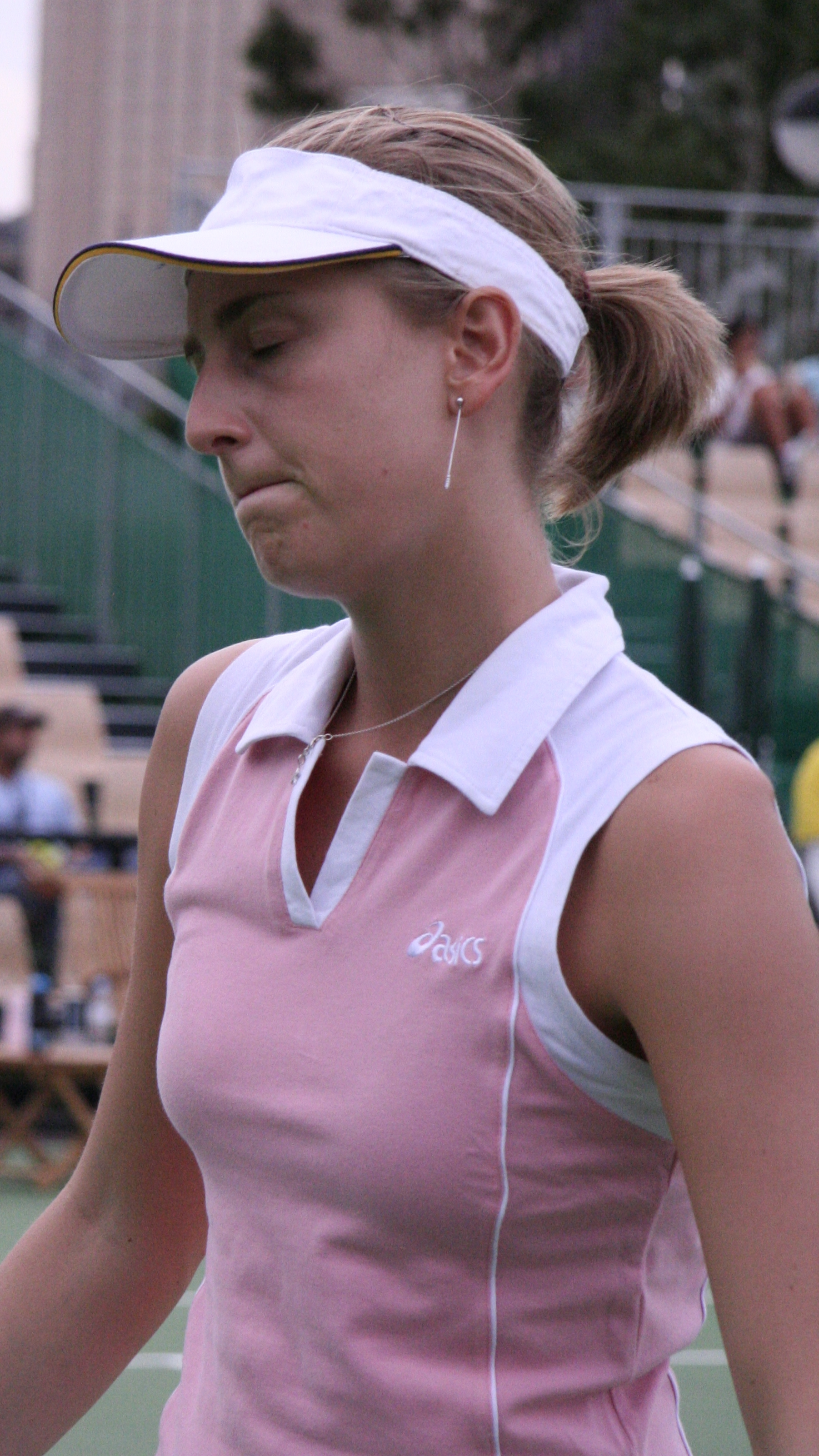
玛拉·圣安杰洛

玛拉·圣安杰洛（Mara Santangelo，1981年6月28日—），意大利职业网球运动员，曾获得2006年印度Bangalore單打冠軍及法国网球公开赛女子双打（2007年）冠军。

## 外部連結
- 官方网站
- 玛拉·圣安杰洛的国际女子网球协会官方資料（英文）
- 玛拉·圣安杰洛的國際網球總會 職業／青少年 官方資料（英文）
- Fed Cup - Player profile - Mara SANTANGELO (ITA) （页面存档备份，存于）